# Qakh

Qakh (em azeri: Qakh), também Kakhi (do georgiano კახი) ou Gakh (do russo Гах), é um dos cinqüenta e nove rayons nos quais subdivide politicamente a República do Azerbaijão. Sua capital é a cidade homônima.
Possui uma superfície de 1.494 quilômetros quadrados e uma população composta por cerca de 52.517 pessoas, com uma densidade populacional de 35,15 habitantes por quilômetro quadrado.
Sua economia está dominada pela agricultura, em particular pela produção de frutos secos, cereais e tabaco.
Qakh, a capital, se encontra conectada às redes ferroviária e de ônibus do país.